# チヴォ (潜水艦)
チヴォ (USS Chivo, SS-341) は、アメリカ海軍の潜水艦。バラオ級潜水艦の一隻。艦名はスペイン語で「山羊」を意味し、顎髭のあるヒメジ科やハマギギ科、顔の長いカワハギ科など、山羊を連想する多種多様な魚に因んで命名された。

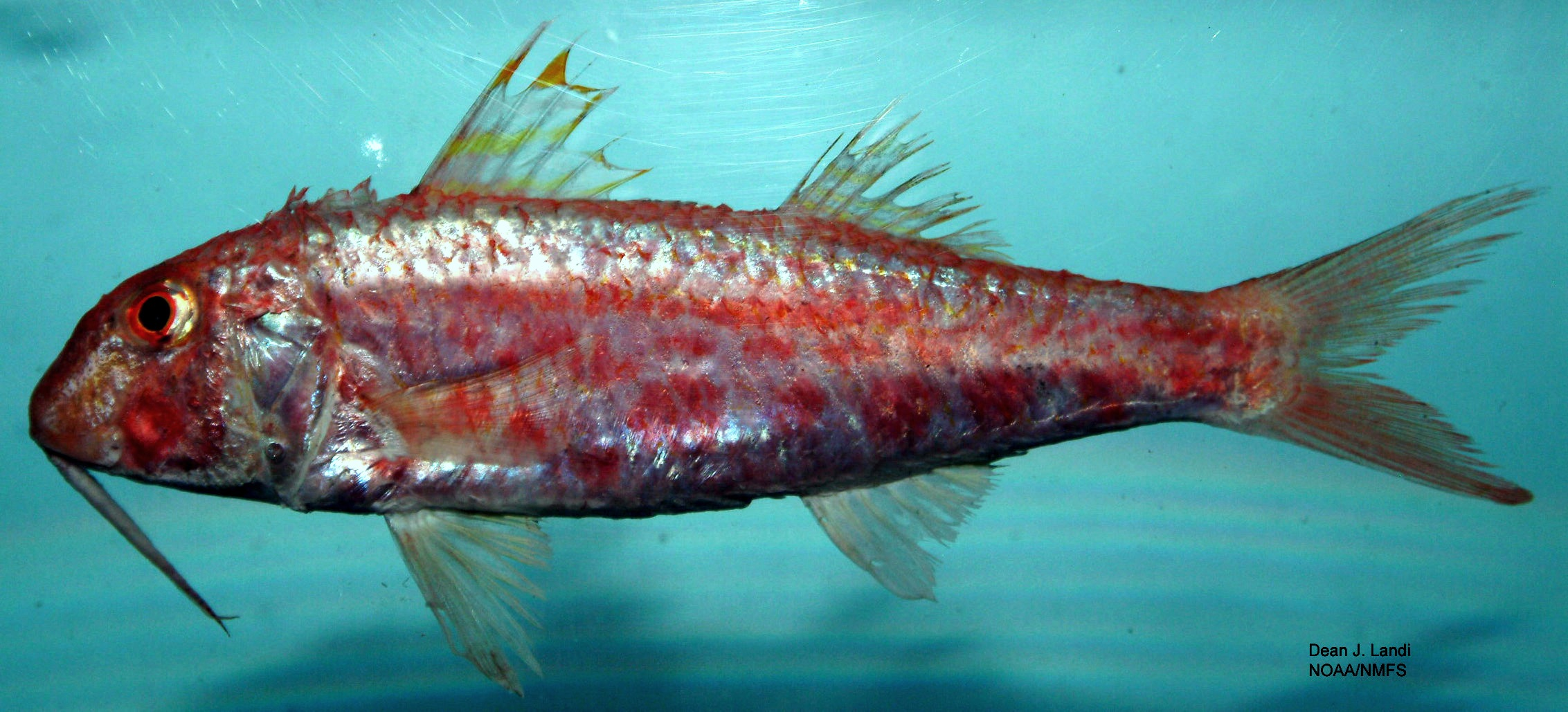
レッド・ゴートフィッシュ（メキシコ通称Chivo）

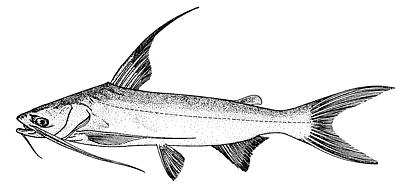
ガフトップセイル・シーキャット（コロンビア通称Chivo）

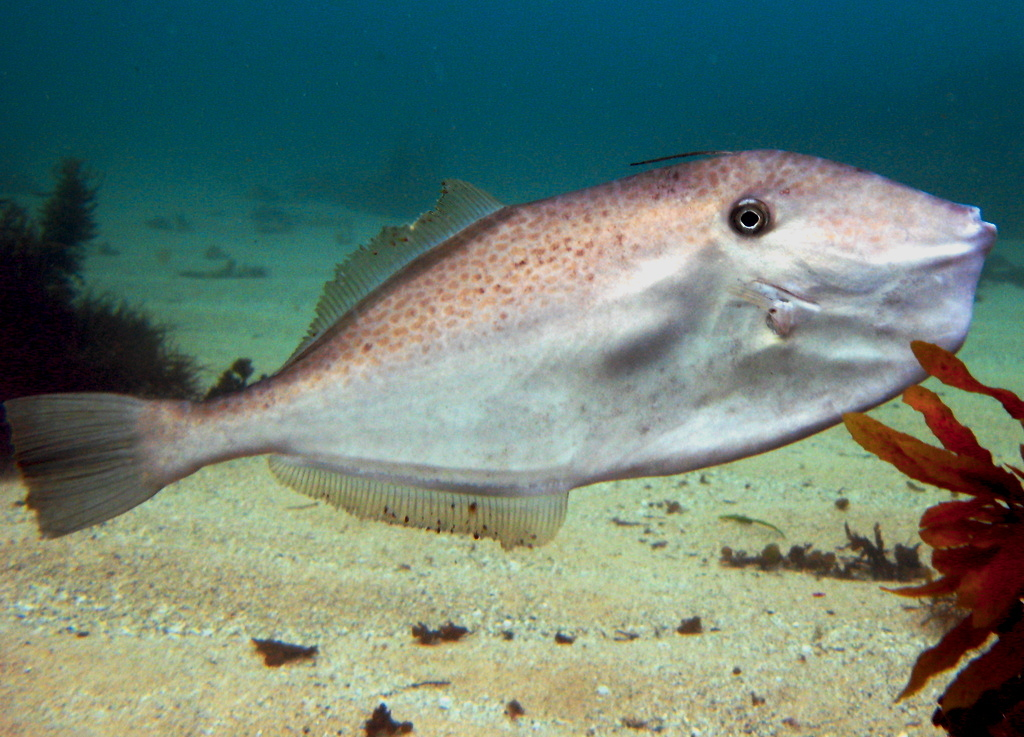
ウスバハギ（ドミニカ通称Chivo）

## 艦歴
チヴォは1944年2月21日にコネチカット州グロトンのエレクトリック・ボート社で起工した。1945年1月14日に州知事レイモンド・E・ボールドウィンの妻によって命名、進水し、1945年4月28日に艦長W・B・クラッチャー少佐の指揮下就役した。
就役後、チヴォは1945年6月7日にニューロンドンを出航し、フロリダ州キーウェストで訓練を行った後真珠湾に向かった。チヴォが真珠湾で哨戒の準備を行っている間に太平洋戦争は終了した。戦後も真珠湾に留まり、太平洋艦隊の僚艦と共に沿岸での作戦活動に従事した。10月に帰国し、サンディエゴを拠点として沿岸での作戦活動を行い、1946年1月に西太平洋に向かう。5月にサンディエゴに帰還し、チヴォはその後15ヶ月間に渡って沿岸での訓練に従事した。
1947年8月、模擬哨戒を開始しフィジーのスバ、グアム、日本を訪れ、11月にサンディエゴに帰還した。西海岸での任務は1949年中頃まで続き、その後、大西洋艦隊に配属されると1949年7月4日に新たな母港のキーウェストに到着する。チヴォは訓練と僚艦との演習を継続し、1950年10月30日にニューロンドンで GUPPY IA 改修が開始された。
改修により流線型の船体と増強された出力を得たチヴォは、1951年7月に大西洋艦隊の任務に復帰した。1959年までキーウェストを拠点とし、その後はサウスカロライナ州チャールストンに移動して1963年まで東海岸での訓練演習および試験に従事した。定例の任務に加え、1952年には地中海での第6艦隊配備、1953年のコロンビア訪問、1959年のケベックシティ訪問、1960年の南アフリカ訪問などが行われた。

### アルゼンチン海軍で
チヴォはチャールストン海軍工廠で1971年7月1日に退役、同日除籍された。相互防衛援助計画に基づき、チヴォはアルゼンチンに売却され、サンティアゴ・デル・エステロ (ARA Santiago del Estero, S-22) と改名、就役した。サンティアゴ・デル・エステロは1981年1月にアルゼンチン海軍を退役した。